# Chuathbaluk
Chuathbaluk es una ciudad situada en el área censal de Bethel, Alaska, Estados Unidos. Tiene una población estimada, a mediados de 2022, de 100 habitantes.

## Demografía
Según el censo de 2020, en ese momento el 88.46% de los habitantes de la localidad eran nativos de Alaska, el 3.85% eran blancos y el 7.69% eran de una mezcla de razas. Del total de la población, el 0.96% eran hispano o latino.

## Localidades adyacentes
El siguiente diagrama muestra las localidades más próximas a Chuathbaluk.